# Harold Baily Dixon
Harold Baily Dixon CBE,FCS,FRS (Londres, 11 de agosto de 1852 — Lytham St Annes, 18 de setembro de 1930) foi um químico britânico.

## Biografia
Nascido em Marylebone, Londres, Inglaterra, frequentou a Westminster School de 1865 a 1871, e depois estudou na Christ Church, Oxford, sob orientação de Vernon Harcourt, graduando-se como B.A. com honras de primeira classe em Ciências Naturais em 1875 e M.A. em 1878.